# Вімпелі
Вімпелі (фін. Vimpeli) — громада в провінції Південна Остроботнія, Фінляндія. Загальна площа території — 328,79 км², з яких 41,52 км² — вода. 

## Демографія
На 31 січня 2011 в громаді Вімпелі проживало 3258 чоловік: 1643 чоловіків і 1615 жінок. 
Фінська мова є рідною для 99,2% жителів, шведська — для 0,12%. Інші мови є рідними для 0,68% жителів громади. 
Віковий склад населення: 
- до 14 років — 16,82%
- від 15 до 64 років — 61,91%
- від 65 років — 21,18%

Зміна чисельності населення за роками:  
| Рік  | Чисельність |
| ---- | ----------- |
| 1980 | 3679        |
| 1990 | 3834        |
| 2000 | 3553        |
| 2010 | 3255        |
| 2011 | 3258        |